# Королевка (Черкасская область)
Королевка (укр. Королівка) — село в Жашковском районе Черкасской области Украины.
Население по переписи 2001 года составляло 218 человек. Почтовый индекс — 19222. Телефонный код — 4747.

## Местный совет
19222, Черкасская обл., Жашковский р-н, с. Королевка